# نيلسينهو
نيلسينهو (1 يناير 1988 بباهيا في البرازيل - ) هو لاعب كرة قدم برازيلي في مركز الدفاع. لعب مع نادي أروكا وJ. Malucelli Futebol ‏ ونادي بورتيمونينسي وToledo Esporte Clube ‏.

## روابط خارجية
- نيلسينهو على موقع قاعدة بيانات كرة القدم.إي يو (الإنجليزية)
- نيلسينهو على موقع Soccerway.com (الإنجليزية)
- نيلسينهو على موقع AS.com (الإسبانية)